# Кудряшино
Кудряшино — деревня в составе Карповского сельсовета в Уренском районе Нижегородской области.

## География
Находится на расстоянии примерно 22 километра по прямой на восток-юго-восток от районного центра города Урень на дороге Урень — Тонкино.

## История
Известна с 1723 года. В 1856 году хозяйств 8 и 76 жителей. Население было старообрядцами. До отмены крепостного права крестьяне были дворцовыми, позже удельными. В советское время работал колхоз «Красный Путиловец».

## Население
Постоянное население составляло 31 человек (русские 87 %) в 2002 году, 38 в 2010.